# Miguel C. Cinches
 (janvier 2016).
Si vous disposez d'ouvrages ou d'articles de référence ou si vous connaissez des sites web de qualité traitant du thème abordé ici, merci de compléter l'article en donnant les références utiles à sa vérifiabilité et en les liant à la section « Notes et références ».

Miquel C. Cinches  (Dauis, 7 février 1932  - Manila,  12 avril 2010) est un évêque philippin.  Cinches est ordonné prêtre en 1961 dans l'ordre des missionnaires du "Divine Word". Il est nommé évêque de Surigao en 1973. Cinches prend sa retraite en 2001. 